# L’Esquive
L’Esquive (dt. „das Ausweichen“), Fernsehtitel Nicht ja, nicht nein, ist ein französisches Filmdrama von Abdellatif Kechiche aus dem Jahr 2004.

## Handlung
Eine Gruppe von Heranwachsenden in einer französischen Vorstadt probt im Französischunterricht das Theaterstück Das Spiel von Liebe und Zufall von Marivaux. Abdelkrim, genannt Krimo, der anfänglich nicht am Stück beteiligt ist, verliebt sich in Lydia. Um Lydia näher zu kommen, tauscht er mit Rachid einige seiner Habseligkeiten gegen die männliche Hauptrolle im Stück. Da er es nicht schafft, seiner schüchternen Natur zu entkommen, scheitert er auf peinliche Weise sowohl als Schauspieler als auch bei seinem Versuch, sich Lydia anzunähern.

## Produktion
Der Film wurde im Viertel Franc-Moisin, Teil des Pariser Vororts Saint-Denis gedreht. Es kamen hauptsächlich Laienschauspieler zum Einsatz. Der Film erlebte am 25. November 2003 auf dem Belfort Entrevues Film Festival seine französische Erstaufführung und kam am 7. Januar 2004 in die französischen Kinos. In Deutschland lief der Film am 10. März 2005 in den Kinos an.

## Auszeichnungen (Auswahl)
- 2003: Filmfestival in Belfort – Großer Preis für den besten französischen Film, Publikumspreis
- 2005: César in den Kategorien Bester Film, Beste Regie, Bestes Drehbuch und Beste Nachwuchsdarstellerin (Sara Forestier); zwei weitere Césarnominierungen
- 2005: Prix Lumières, Bestes Drehbuch